# 鄭玉爐
鄭玉爐（1934年—2010年7月28日），臺灣新北市金山區人，無償捐出祖產土地建立金山醫院，並爭取台大醫院醫療團隊入駐。

## 背景
位於基隆北海岸的萬里、金山、石門和三芝，長期產業停滯，人口外流、老化，無醫療單位願做大規模投資，過去僅能依賴區域外北部濱海公路兩端之長庚醫院基隆分院和馬偕醫院淡水院區。在金山經營雜貨店、金包里慈護宮當義工的鄭玉爐，回憶早時孕婦半夜要生產、或有人半夜生病或車禍，因交通問題拖延，得在顛簸山路上奔波，導至病情拖延死去。1989年，台大醫院開始對金山進行巡迴醫療，後來金山鄉鄉長李國芳在1993年提議設置醫院。1995到1998年間，金山鄉公所提議將鄉內溫泉育樂中心及中山堂修建為醫院，並得到台電和開發電源基金管理委員會八億元資助，但因建築結構問題受阻。九二一地震後，政府意識到重大災難應變能力提升的重要，計畫改善北海岸地區的醫療環境。

## 善行
萬里、金山、石門、及三芝此四鄉為了爭取台大醫院建立大型教學醫院，互相較勁，尤其以金山和石門兩方最為熱烈。當金山人得知石門鄉民要無條件捐贈位處石門鄉頭圍段三千四百八十九坪土地時，有三人立即也提出完全無條件捐贈，這些私人土地包括：鄭玉爐的金山鄉下中股一千九百二十六坪土地、葉順興的金山鄉中角段二千四百一十四坪土地、曾居萬的金山鄉中角段二千八百零一坪土地。結果經過台大醫院委託相關單位評估後，認為鄭玉爐的土地最適合。
原本台大醫院計畫建院土地需要一千五百坪，但鄭玉爐認為他的土地四方完整，且蓋醫院土地要大才好，堅持不留一分地，因有人捐地作公益或其他設施時希望保留一部分私地，讓這塊留下來的土地跟隨增值。1997年9月，金山醫院召開第二次董事會，由戴東原主持，會中決定由莊哲彥擔任院長。1999年12月16日，台大醫院院長李源德在金山主持捐贈典禮，縣長蘇貞昌應邀。
鄭玉爐家族世居金山，育一子三女。對於為什麼捨得捐出祖產，他表示雖該地價值上億，但妻子很支持他的決定，四個孩子更是一直打電話捐地，相信媽祖和祖先也會贊成他捐地建醫院。2003年，他眼見金山醫院大樓明年可完成硬體工程，但台大醫院有意退出金山醫院營運，遂與鄉長游忠義及代表會主席等人拜會李源德，望院方能考量鄉民需要。2005年10月18日財團法人北海岸金山醫院啟用。當時鄉公所特地將醫院的聯絡道取名「玉爐」，是全鄉除中正、中山路外，唯一用人名命名的路，鄭玉爐卻難以高興，因臺大醫院不願經營。金山醫院內部員工表示，醫院落成後，鄭玉爐妻子擔任義工，但鄭玉爐除了看病很少到醫院，來看病也未用特權。金山醫院興建後月月虧損數百萬元，一度沒有醫師，被外界批評為「蚊子院」。

## 去世
2010年7月28日，鄭玉爐去世，享壽七十六歲。眾人想為他申請褒揚令，透過選區立委李慶華國會辦公室向內政部詢問，卻得到捐地給財團法人醫院資格不符的答案。縣長周錫瑋親到靈堂前向金山鄉長許春財表示會幫忙，後來內政部致電鄉公所表示會處理，並解釋是申請者不對才被拒絕，隨即獲得通過。同年8月8日，內政部民政司長黃麗馨在北縣民政局長楊義德陪同下，前往金山鄉中山路鄭玉爐靈堂前上香，並將褒揚令交給家屬。褒揚令由總統馬英九與行政院長吳敦義具名，寫：「念鄉親之疾苦，謀桑梓之幸福，結合各界之資源，慨捐土地給財團法人金山醫院…，應予明令褒揚」。
該年10月25日，財團法人北海岸金山醫院正式改制為台大醫院金山分院，台大醫院院長陳明豐、鄭玉爐遺孀鄭李淑娟、金山鄉長許春財等人正式揭牌。